# Areguá
Areguá est une ville du Paraguay éloignée de seulement 28 km de la capitale nationale Asuncion. Elle est elle-même la capitale du département Central. Elle se trouve entourée de montagnes, à proximité du lac Ypacaraí. L'architecture coloniale, encore très présente, avec ses rues pavées, font de cette ville une destination touristique importante à l'échelle du pays. Elle est également connue comme la « ville des fraises » en raison de l'importante production locale de ce fruit, les fraises d'Areguá sont connues dans tout le Paraguay.